# Rincewind
Rincewind – fikcyjny antybohater książek z cyklu Świat Dysku Terry'ego Pratchetta. Tchórzliwy i nieudolny mag, który nie ukończył Niewidocznego Uniwersytetu, choć formalnie pełni w nim funkcję nieopłacanego profesora Okrutnej i Niezwykłej Geografii.

## Dzieje
Rincewind debiutuje w Kolorze magii. Poznaje tam (dzięki talentowi do języków) pierwszego turystę na Świecie Dysku, pochodzącego z odległego od Ankh-Morpork Kontynentu Przeciwwagi Dwukwiata. Szybko okazuje się, że duże ilości złota, które Dwukwiat przewozi w swoim Bagażu – magicznej skrzyni – stają się źródłem kłopotów zarówno dla Rincewinda, jak i turysty. Po licznych perypetiach, w których poznaje m.in. Cohena Barbarzyńcę, kończy walcząc z opętanym przez Istoty Z Piekielnych Wymiarów magiem, którego, dzięki pomocy Dwukwiata, udaje się mu pokonać (Blask fantastyczny). Po tym zdarzeniu Dwukwiat udaje się do domu, zostawiając swój Bagaż Rincewindowi.
Rincewind na chwilę pojawia się w Morcie.
W Czarodzicielstwie zaczyna pracę na Niewidocznym Uniwersytecie jako asystent Bibliotekarza. Spokój zostaje zakłócony przez pewnego młodego Czarodziciela, przybycie którego rezultatem jest magiczna wojna. Wreszcie Rincewindowi, z pomocą przyjaciół: Coneny – córki Cohena Barbarzyńcy, szeryfa Klatchu, Nijela Niszczyciela – nieudanego barbarzyńcy, oraz Bagażu, udaje się zażegnać konflikt, jednakże Rincewind zostaje przeniesiony do Piekielnych Wymiarów – obszaru pomiędzy rzeczywistościami.
Z Piekielnych Wymiarów ratuje go Eryk (Faust Eryk) – nastoletni demonolog, który bierze go za demona mającego spełnić trzy życzenia. Po wielu kolejnych przygodach i podróżach w czasie (trafiają m.in. na pola antycznej Bitwy o Tsort), obaj lądują w Piekle – za życia. Udaje im się przeżyć i wydostać z Piekła.
Po tej ucieczce Rincewind ląduje samotnie na bezludnej wyspie. Stamtąd zostaje magicznie przetransportowany na Niewidoczny Uniwersytet tylko po to, by zostać z kolei wysłanym na Kontynent Przeciwwagi (Ciekawe czasy), gdzie zostaje rozpoznany jako opisywany w zakazanej książce (pt. "Co robiłem na wakacjach") Wielki Magg, człowiek, który ma pomóc Czerwonej Armii (organizacji antycesarskiej złożonej głównie z dzieci) obalić rząd.  Szybko okazuje się, iż "Co robiłem na wakacjach" zostało napisane przez Dwukwiata. Spotyka także Cohena Barbarzyńcę, który ma dość podobny plan – chce obalić cesarza i przejąć władzę. Rincewind pomaga mu w tym z odkrytą przypadkowo terakotową armią, po czym zostaje przeniesiony wskutek pomyłki na Iksiksiksiks – tajemniczy, jeszcze nieskończony kontynent – przez magów pragnących sprowadzić go z powrotem.
Następnie Rincewind (Ostatni kontynent) zostaje uwikłany w budowę kontynentu przez kangura Skoczka. Po (kolejnych) wielu przygodach, poznaniu wielu nowych ludzi i krasnoluda Mada, a także członków lokalnego Magicznego Uniwersytetu, udaje mu się wywołać deszcz na Czteriksach i wreszcie wrócić do Ankh-Morpork. Później zostaje profesorem nadzwyczajnym okrutnej i niezwykłej geografii (Nauka Świata Dysku).
Rincewind jest także jednym z głównych bohaterów powieści Ostatni bohater w której wspólnie z Marchewą Żelaznywładssonem ze Straży Miejskiej i Leonardem da Quirm ratuje świat przed próbującym zniszczyć bogów Cohenem.

## Bagaż
Kufer wykonany z drewna myślącej gruszy. Ma mnóstwo małych nóżek, dzięki którym się przemieszcza, oraz zęby i język – jego wnętrze staje się paszczą, gdy tego zechce.
Jego pierwszym posiadaczem był Dwukwiat, kupił go w jednym z Wędrujących sklepów. Pod koniec przygód w Blasku Fantastycznym, Dwukwiat oddał go Rincewindowi w podzięce za opiekę w czasie podróży po Świecie Dysku. Bagaż przywiązał się do nowego właściciela i podróżuje za nim niemal wszędzie. 
Wielokrotnie wykazywał specyficzny charakter – z jednej strony poczucie humoru, z drugiej strony – upór i złośliwość. W Ciekawych czasach Bagaż poznaje inny Bagaż (płci żeńskiej). Owocami tej znajomości są cztery małe kuferki.
Temu, że jest wykonany z tego niezwykle rzadkiego i cennego gatunku drzewa (wyjątkowego ze względu na dużą zawartość pierwiastka magicznego) zawdzięcza szereg niezwykłych możliwości. Jest w stanie m.in. poruszać się za swoim właścicielem (którego w razie zgubienia znajdzie zawsze i wszędzie – nawet w zaświatach czy własnym umyśle) czy myśleć, poza tym jest zupełnie odporny na magię (bądź jej brak – może funkcjonować nawet w rejonach, gdzie magia nie występuje). Jego głównym zadaniem jest transport świeżej bielizny, ale w razie potrzeby można z niego wyciągnąć wszystko, co kiedykolwiek się do niego włożyło. Przy poruszaniu się z punktu A do punktu B korzysta z zasady ignorowania wszystkiego, co spotka po drodze. Bagaż jest także w stanie bronić właściciela, przy czym wykazuje się zdumiewającą taktyką połykania i tratowania (bądź tratowania i połykania) przeciwników. Nie jest przy tym pozbawiony instynktu samozachowawczego.

## Rincewind w grach komputerowych
Rincewind to również bohater dwóch pierwszych części gry komputerowej umiejscowionej w realiach Świata Dysku – Discworld i Discworld 2 – Death: Missing Presumed. W obu z nich głosu użyczył mu Eric Idle – znany brytyjski aktor, członek grupy Monty Pythona. Gry te luźno nawiązują do tematyki Świata Dysku, łącząc wiele odrębnych wątków; Rincewind przeżywa w nich nawet te przygody, które w cyklu książkowym były przypisane innym bohaterom.